# Marcus Hahnemann
Marcus Stephan Hahnemann (Seattle, 15 de Junho de 1972) é um ex-futebolista norte-americano, que teve como seu último clube o Seattle Sounders FC. Atuava como goleiro.

## Carreira
Descendente de alemães, Hahnemann começou a carreira em 1994, no Seattle Sounders (não confundir com a equipe homônima, que disputa a MLS desde 2009), clube da segunda divisão dos Estados Unidos. Esperou três anos até assinar com o Colorado Rapids, equipe da divisão principal do país.
Após duas temporadas e meia pelos Rapids, Hahnemann assinou contrato com o Fulham, mas não teve muitas chances pelos Cottagers. Em 2001, então, foi emprestado ao modesto Rochdale, mas retornou no ano seguinte. Contratado pelo Reading, o goleiro conseguiu se firmar como titular.
Uma curiosidade: Marcus, logo após o término das partidas disputadas pelo Reading, jogava sua camisa para a torcida. Porém a diretoria dos Royals pediu para que o goleiro parasse de jogar a camisa, pois estava dando prejuízo ao clube. Mas ele se recusou a deixar de presentear os fãs, já que comprava as camisas com dinheiro do próprio bolso.
Após sete anos no Reading, Hahnemann foi contratado pelo Wolverhampton, mas não começou como titular - Wayne Hennessey foi o escolhido. Mas, após o galês cometer algumas falhas graves, o treinador Mick McCarthy relegou Hennessey à reserva e lançou Marcus como titular, onde se mantém até agora. Após algumas temporadas no clube brigando pela titularidade, foi para o Everton onde nem sequer atuou. Em seguida retornou ao seu país natal, onde aposentou-se pela equipe que o revelou.

## Seleção norte-americana
A primeira participação de Hahnemann com a Seleção dos EUA ocorreu em 1994, logo após a Copa do Mundo daquele ano, numa partida contra Honduras. Não foi convocado para as Copas de 1998 e 2002. Foi convocado apenas para o Mundial de 2006, apenas como reserva de Kasey Keller. E, com seu desempenho no Wolves, as chances de Hahnemann disputar sua segunda Copa são médias. E o mesmo foi convocado para a Copa do Mundo de 2010, como segundo goleiro.

## Títulos

### Reading
•  Championship - 2005-2006

### Seattle Sounders
• US Open Cup - 2014

### Estados Unidos
• CONCACAF Gold Cup
Venceu - 2005 Vice-Campeão - 2011